# Lípa republiky (Zaříčanská)
Lípa republiky v Zaříčanské v Újezdě nad Lesy roste u parkoviště před újezdským hřbitovem v jižní části obce.

## Historie
Lípa svobody byla vysazena 11. listopadu 2018 na připomínku 100. výročí vzniku Československé republiky. Akci organizovala Muzejní rada Újezda nad Lesy. Lípa byla poté ovinuta trikolórou s vlčím mákem.

## Významné stromy v okolí
- Lípa svobody (Újezd nad Lesy)
- Lípa republiky (Ježkův park)
- Lípa republiky (Staroklánovická)